# Ciudad Rodrigo
Ciudad Rodrigo è un comune spagnolo di 13 975 abitanti situato nella comunità autonoma di Castiglia e León. È sede episcopale.
Antica piazzaforte di frontiera verso il Portogallo è situata sopra una collinetta scoscesa alla destra del fiume Águeda.

## Storia
Le sue origini risalgono all'epoca megalitica come testimoniano alcuni dolmen esistenti nei suoi dintorni. I primi abitanti stabili della località furono i Vettoni, popolo di origine celtica che occupò questo luogo nel VI secolo a.C. e lo chiamò Mirobriga Wettonum.
Con l'invasione romana nel II secolo la località prese il nome di Mirobriga. Del periodo di occupazione romana si hanno diverse testimonianze con lapidi, iscrizioni e le tre colonne che costituiscono uno degli emblemi della città. 
Le truppe del re dei visigoti Leovigildo nel 585 sconfissero gli Svevi che si erano insediati nella comarca e distrussero le fortificazioni.
Con l'invasione araba del 711 per Mirobriga incominciò un periodo burrascoso: Alfonso I delle Asturie la tolse agli Arabi, questi la riconquistarono, ma poi la prese il cavaliere dei franchi Teobaldo che la ripopolò con la sua gente. Ogni volta che ci furono questi scontri la città fu distrutta e poi rifatta parzialmente solo per soddisfare le esigenze immediate. Agli inizi del XII secolo il conte Rodrigo Gonzales Giron ripopolò nuovamente la città con gente di Leon, Zamora, Segovia e Avila e la città assunse il suo nome che è l'attuale Ciudad Rodrigo ("Città Rodrigo").
L'autentico restauratore della città è però da considerarsi il re di Leon Ferdinando II che la fortificò e la cinse di mura a difesa del suo regno da suo suocero Alfonso I del Portogallo e allo stesso tempo nominò cavalieri, concesse privilegi ai vari borghi e decise di ricostituire la sede episcopale. Nel XIII secolo il re Sancho IV concesse a Ciudad Rodrigo un privilegio e la legò per sempre alla sua Corona, determinando la nascita e lo stabilirsi in città di una nobiltà spesso in lotte intestine per il potere. L'epoca di maggior splendore fu quella dei secoli XV e XVI in cui la città si arricchì di nuove costruzioni civili e religiose, nei secoli XVII e XVIII a causa della guerra di successione portoghese e di quella spagnola la città fu al centro di frequenti scontri, lo stesso accadde agli inizi del XIX secolo con la guerra napoleonica.

## Monumenti
Nel 1944 fu dichiarata giustamente complesso storico-artistico. Fra i monumenti più importanti sono da ricordare:
- le Mura: iniziate da Federico II di León nel XII secolo, lunghe 2 chilometri; cingono la città antica, e sono state più volte distrutte e restaurate fino al XVIII secolo
- la Cattedrale di Santa Maria, iniziata nel 1168 in forme romaniche e terminata alla metà del XIII secolo in forme gotiche
- il castello di Enrique II de Trastamara del 1372
- il Palazzo comunale del XVI secolo
- le Tres Columnas, tre colonne dell'epoca di Augusto che non si sa di che edificio facessero parte
- il Palacio de los Castros dei secoli XV-XVI
- il Palacio de los Aguilas, iniziato nel 1567 e terminato nel XVII secolo
- la Casa del Primer Marques de Cerralbo del XVI secolo
- il Palacio de la marquesa de Cartago neogotico dei secoli XIX-XX
- la Casa de los Vasquez gotica del XVI secolo
- la Capilla de Cerralbo, chiesetta dei secoli XVI-XVII di stile herreriano
- l'Hospital de la Pasión del XVI secolo modificato nel XVIII
- l'Antigua Audiencia y Carcel del XVIII secolo in forme neoclassiche
- l'Acquedotto di San Giraldo del XVI secolo
- il Puente antiguo di origine romana
- il Cuartel de Artillería del XVIII secolo
- l'Hospicio del XVIII secolo, all'inizio ospizio per anziani invalidi, poi orfanotrofio
- il Palacio Episcopal del XVIII secolo
- la Casa de las cuatro calles del XVI secolo, ricostruita nel 1948
- la Casa de los Gomez de Silva del XVI secolo
- il Palacio de Moctezuma del XVI secolo, attuale Casa Municipal de la Cultura, così chiamato perché se ne attribuisce la promozione a discendenti di Montezuma
- il Palacio del conde de Alba de Yeltes del XVI secolo restaurato nel 1945
- la Casa de Cadena del XVI secolo
- la Casa del Cañon del XV secolo
- la casa de los Miranda del XVI secolo ricostruita nel XIX
- il Convento di San Francisco del XIV secolo legato ad un passaggio nella città di San Francesco diretto a Santiago de Compostela che si sarebbe ritirato per un certo tempo in un eremo di San Gil al di fuori delle mura cittadine dove poi fu eretta la Capilla Mayor della chiesa del convento
- l'Iglesia de San Andrés romanica del XII secolo, pure romanica del XII secolo la chiesa dei santi Pedro e Isidro, la chiesa della Tercera Orden del XVII secolo
- il Convento de las Claras del XIII secolo ricostruito nel XVI
- la chiesa di San Agustin del XVI secolo
- la Capilla de las Franciscanas Descalzas del XVII secolo.

Curioso è il monumento in piazza del Castello di origine vettone detto Verraco che rappresenta un maiale.

## Feste
Molto diverse da quelle delle altre città sono le feste del Carnevale dette Carnaval del Toro.
In questo periodo sono frequenti le corride con la morte del toro, ma anche le dimostrazioni di valenti toreri delle varie figure senza l'uccisione del toro e altre feste taurine come quando i tori vengono spinti dall'inizio dell'Avenida Agustin, quando la campana del Municipio dà il via, fino alla Plaza Mayor opportunamente recintata come le vie che percorrono i tori inseguiti ad incitati dai giovani in una gara di velocità a chi riesce a toccarli e anche a tentare di bloccarli come avviene nell'encierro di Pamplona, i tori devono essere sospinti finché non entrano nei locali a pianterreno del Municipio trasformati per l'occasione in torides, dopo un certo tempo suona nuovamente la campana, il cosiddetto encierro è terminato e se ne faranno altri durante il carnevale.
Piatto forte è lo spettacolare encierro a caballo in cui i tori vengono sospinti dalla campagna fino in città alla Plaza Mayor da uomini a cavallo muniti di bastoni per governare la corsa dei tori per le vie cittadine. Anche le feste della Settimana Santa si differenziano da quelle celebrate nelle altre città, iniziano anche qui la domenica delle Palme in cui i componenti di una confraternita tutti vestiti con una specie di divisa che in questo caso è una tunica bianca con un pettorale con una croce rossa compiono una processione durante la quale viene rappresentata l'entrata di Gesù in Gerusalemme, allo stesso modo, rappresentando ogni giorno la processione di una diversa confraternita una scena diversa della Passione di Gesù, si giunge al sabato in cui la processione si trasforma in una festa folcloristica in cui i partecipanti indossano i costumi tradizionali della regione, cantano e danzano di gioia.

## Amministrazione

### Gemellaggi
La città è gemellata con:
- Arcachón, dal 1989
- Aveiro, dal 1989
- Viseu, dal 1989